# جايسون كولز
جايسون كولز (بالإنجليزية: Jason Coles)‏ هو لاعب هوكي الجليد بريطاني، ولد في 16 سبتمبر 1973 في Chipping Norton ‏ في المملكة المتحدة.

## وصلات خارجية
- جايسون كولز على موقع EliteProspects.com (الإنجليزية)
- جايسون كولز على موقع Eurohockey.com (الإنجليزية)
- جايسون كولز على موقع HockeyDB.com (الإنجليزية)